# 스티븐 키녹
스티븐 네이선 키녹(영어: Stephen Nathan Kinnock, 1970년 1월 1일~ )은 2015년부터 에버라본 지역구의 의원을 맡고있는 영국의 노동당 소속 정치인이다. 2024년부터 사회보장 장관을 맡고 있다.
키녹은 권트주 트리데거에서 영국 정치인 글레니스 키녹과 닐 키녹의 아들로 태어났다.  "노동조합 가족" 출신이라고 표현했다.
키녹은 런던 한웰에 있는 종합 학교인 드레이튼 메이너 고등학교에서 교육을 받았다. 케임브리지 퀸스 칼리지에서 현대 언어를 공부하고 문학사 학위를 취득했다.ㅇ후   브뤼허 유럽 대학 에서 문학석사학위를 취득해 1993년에 졸업했다.
키녹의 어머니는 웨일스어 사용자였지만 그의 아버지는 그렇지 않았다. 그는 어머니가 아버지와 대화가 힘들까봐 웨일스어를 사용하는 것을 꺼렸다고 추측했다. 성인이 되어 웨일스 선거구의 의원 후보로 출마하면서 웨일스어를 제대로 배우기 시작했다. 그는 다국어를 구사하며 "언어는 나의 근본까지 깊숙이 들어갑니다"라고 말하면서 "...정치인으로서 나는 다가가서 듣고 싶다. 언어는 그것의 주요 부분이다."라고 덧붙였다.

## 초기 경력
키녹은 브뤼셀 유럽의회에서 연구 보조원으로 근무한 후 1997년 영국 문화원 브뤼셀 사무소에서 개발 및 교육 서비스 경영 업무를 맡았다. 이후 영국문화원 상트페테르부르크 사무소 소장을 포함해 다양한 직책을 맡았다. 러시아 당국이 이 사무실을 폐쇄한 후, 키녹은 시에라리온의 영국 문화원으로 전보되 근무하였다.
2009년 1월, 스위스 제네바에 본사를 둔 세계 경제 포럼에 이사이자 유럽 및 중앙아시아 책임자로 합류했다. 2012년 8월에 키녹은 런던의 비즈니스 컨설팅 회사인 Xyntéo에서 "글로벌 리더십 및 기술 교환"의 전무 이사을 맡았다
탈세 의혹 반박
2010년 6월, 덴마크 타블로이드 신문 BT는 키녹에게 탈세 의혹을 제기했다.  그 당시, 아내의 정치 웹사이트에는 "가족은 코펜하겐의 Østerbro에 살고 있다"고 나와 있었지만  키녹은 자신의 직장이 있는 스위스를 실거주지로 등록해 스위스에 납세하고 있었다.  부부는 이전에 키녹이 때로는 목요일을 포함하여 덴마크에서 주말을 보낼 것이며 가족과 함께 자신의 집을 코펜하겐으로 생각한다고 언론에 밝혔다. 신문에 따르면, 그가 덴마크에서 보낸 시간이 연간 183일을 초과할 가능성이 있으며, 이는 그가 덴마크에서 과세 대상이 된다는 것을 의미한다. 그의 아내는 혐의를 반박하며 덴마크 세무 당국에 감사를 요청했다. 감사는 2010년 9월 17일에 끝났으며 "닐 키녹은 덴마크 원천세법의 의미 내에서 이 국가에 거주하지 않으므로 2007년, 8년 또는 09년에 대한 납세 의무가 없다"라고 결론지었다.

## 정치 경력

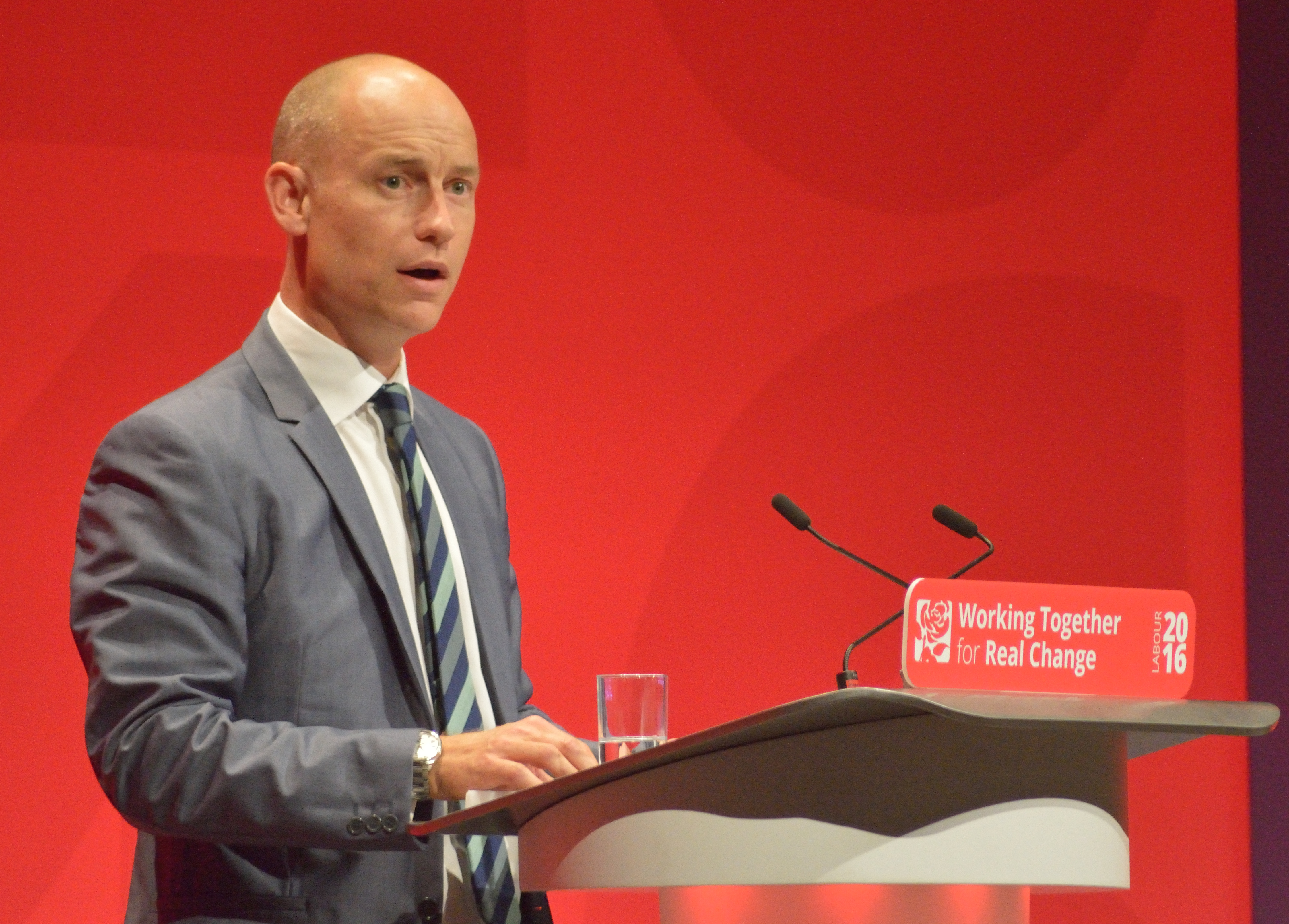
2016년 노동당 회의에서 연설하는 키녹

키녹은 2015년 9월 그림자 내각 비즈니스, 혁신 및 기술부의 의회 담당 비서관으로 임명되었다.  2016년 노동당 지도부 선거에서 제러미 코빈을 대표직에서 교체하려고 했던 오웬 스미스의 시도를 지지했으나 실패하면서 2016년 6월 비서관직을 사임했다.
2017년 영국 총선 기간 동안 키녹은 BBC 다큐멘터리 Labour: The Summer that Changed Everything 에서 제러미 코빈의 노동당 리더십을 비판하는 4명의 의원 중 한 명이었다. 다큐멘터리는 여론 조사가 노동당에게 "좋은 밤이 아닐 것"이라고 예측하는 키녹과 선거에서 노동당의 의석 수 증가에 대한 그의 반응을 담았다. 그는 2017년에 16,761명의 과반수 증가와 68.1%의 득표율로 재선되었다.
키녹은 2019년 영국 총선에서 과반수 10,490과 53.8%의 득표율로 당선되었다. 그는 2020년 노동당 지도부 선거에서 리사 낸디를 지지했다.
2020년 4월 키어 스타머가 노동당 대표로 선출된 후 그는 그림자 내각 아시아 태평양 장관으로 임명되었다. 키녹은 2021년 12월 개각에서 그림자 내각 국군 장관에 임명되었고, 잭 드로미가 사망한 후 2022년 2월에 다시 이동하여 그림자 내각 이민 장관이 되었다.

### 코로나19 봉쇄 비준수 논란
키녹은 봉쇄가 발효된 지 5일 후인 2020년 3월 28일 아버지의 생일에 아버지를 방문하기 위해 웨일스에서 런던으로 여행한 후 트위터에 사진을 게시했다. 그들은 사회적 거리두기를 준수했지만 사우스 웨일스 경찰은  트위터에 "아빠의 생일을 축하하는 것이 좋은 일이라는 것을 알고 있습니다. 그러나 이것이 필수적인 여행은 아닙니다. 우리 모두는 이 일에 참여할 역할이 있습니다. 우리 모두를 안전하게 보호하기 위해 마련된 @GOVUK 제한을 준수할 것을 촉구합니다. 감사합니다."라고 대답했다. 키녹은 "부모님에게 필요한 물품을 전달해야 했기 때문에 이것은 필수적인 여행이었다."라고 말했다.

## 사생활
아버지 닐 키녹은 노동당의 전 대표를 맡았으며, 유럽연합 집행위원, 유럽 집행위원회 부의장을 역임했으며, 어머니 글레니스 키녹은 이전에 유럽 의회의 노동당 의원을 역임했다.
1996년에 키녹은 이후 유럽 대학에 다닐 때 만난 덴마크 총리가 된 헬레 토르닝슈미트와 결혼했다. 이 부부에게는 2022년에 트랜스젠더이자 논바이너리라고 커밍아웃한 22세의 아이를 포함해 두 명의 자녀가 있다. 그들의 할아버지 닐 키녹은 손자가 트랜스젠더라는 사실을 커밍아웃 것에 대해서 자신의 자부심을 가진다고 말했다.
키녹은 영국 세속주의 협회의 명예 회원이다.
그의 아버지가 2005년 베드웰티(Bedwellty)의 Baron Kinnock으로 일대귀족 작위를 부여받았을 때 키녹은 남작의 아들로서 아너러블이라는 접두사를 부여 받았다.